# Paulo César Tinga
Paulo César Tinga (født 13. januar 1978) er en brasiliansk fodboldspiller.

## Brasiliens fodboldlandshold
| Brasiliens landshold | Brasiliens landshold | Brasiliens landshold |
| År                   | Kmp                  | Mål                  |
| -------------------- | -------------------- | -------------------- |
| 2001                 | 2                    | 0                    |
| 2002                 | 0                    | 0                    |
| 2003                 | 0                    | 0                    |
| 2004                 | 0                    | 0                    |
| 2005                 | 0                    | 0                    |
| 2006                 | 1                    | 0                    |
| 2007                 | 1                    | 0                    |
| Total                | 4                    | 0                    |